# Dm藥妝店

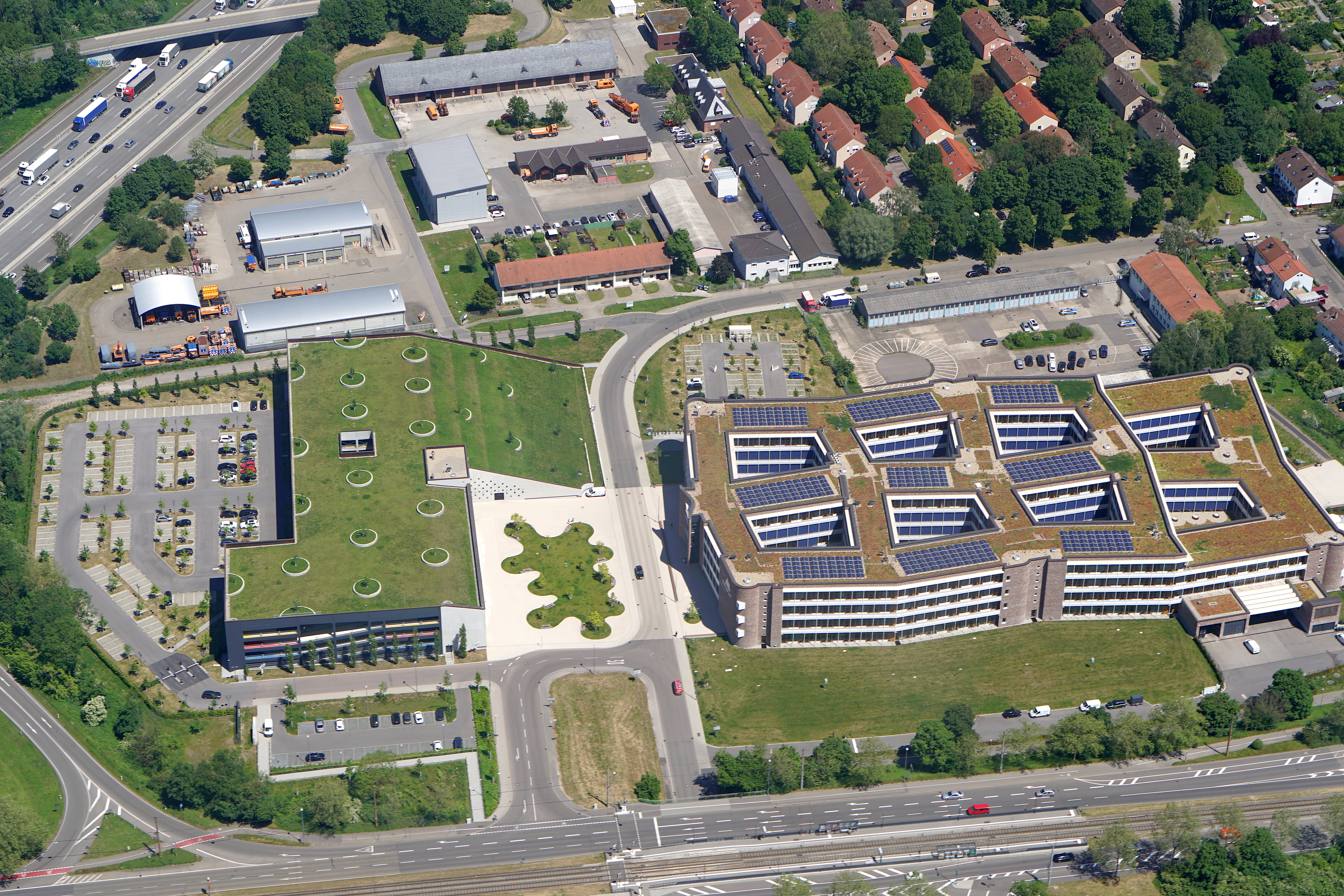
位於德國卡爾斯魯厄的Dm藥妝總部

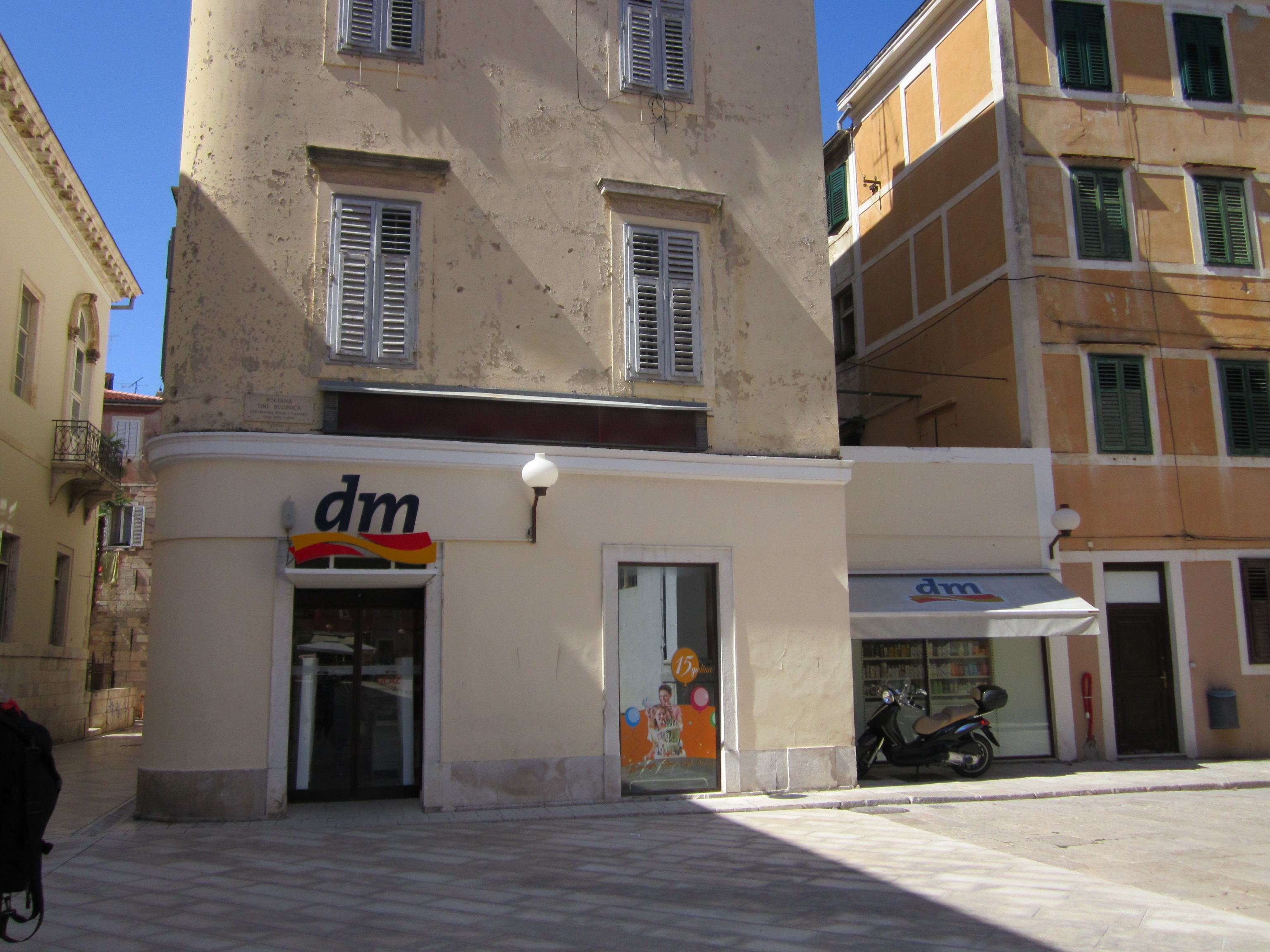
一間位於扎達爾的迪姆药妆店

迪姆药妆（dm-Drogerie Markt，常縮寫為dm）是總部設在德國卡爾斯魯厄的連鎖藥妝店，是德國營業額最大的藥妝零售商，同時也是歐洲最大的藥妝店。
该公司成立于 1973 年，在卡尔斯鲁厄开设了第一家门店。DM 在 12 个欧洲国家/地区的4,000 多家商店拥有 79,700 多名员工。
目前迪姆药妆在德國、奧地利、匈牙利、捷克、斯洛伐克、斯洛維尼亞、克羅埃西亞、塞爾維亞、波士尼亞與赫塞哥維納、羅馬尼亞、保加利亞、義大利和馬其頓等地都有據點。
2017年3月，迪姆药妆在天貓開設全球旗艦店，開始發展歐洲境外的市場。

## 各國店數
以下數據截至2022年12月：
| 國家       | 店數 |
| ---------- | ---- |
| 奥地利     | 386  |
|            | 84   |
| 保加利亚   | 110  |
|            | 171  |
| 捷克       | 249  |
| 德国       | 2096 |
| 匈牙利     | 262  |
| 羅馬尼亞   | 127  |
| 塞爾維亞   | 119  |
| 斯洛伐克   | 158  |
| 斯洛維尼亞 | 101  |
| 北馬其頓   | 22   |
| 義大利     | 72   |
| 波蘭       | 20   |